# Société des aquafortistes
La Société des aquafortistes est une maison d'édition française fondée en 1862 à Paris, spécialisée dans l'impression, la vente et la diffusion d'estampes à l'eau forte. Dirigée principalement par Alfred Cadart, elle disparaît en 1867.
Une nouvelle association fut fondée en mai 1885, la Société des aquafortistes français, avec laquelle il ne faut pas la confondre.

## Histoire

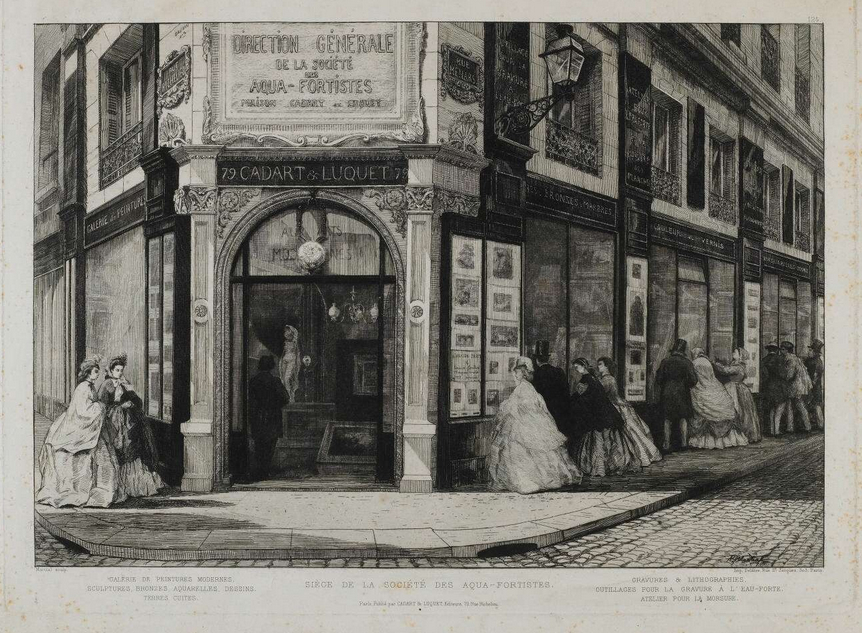
Le siège de la Société des aquafortistes (vers 1865), gravure d'A.-P. Martial : l'entrée est au 79 de la rue de Richelieu.

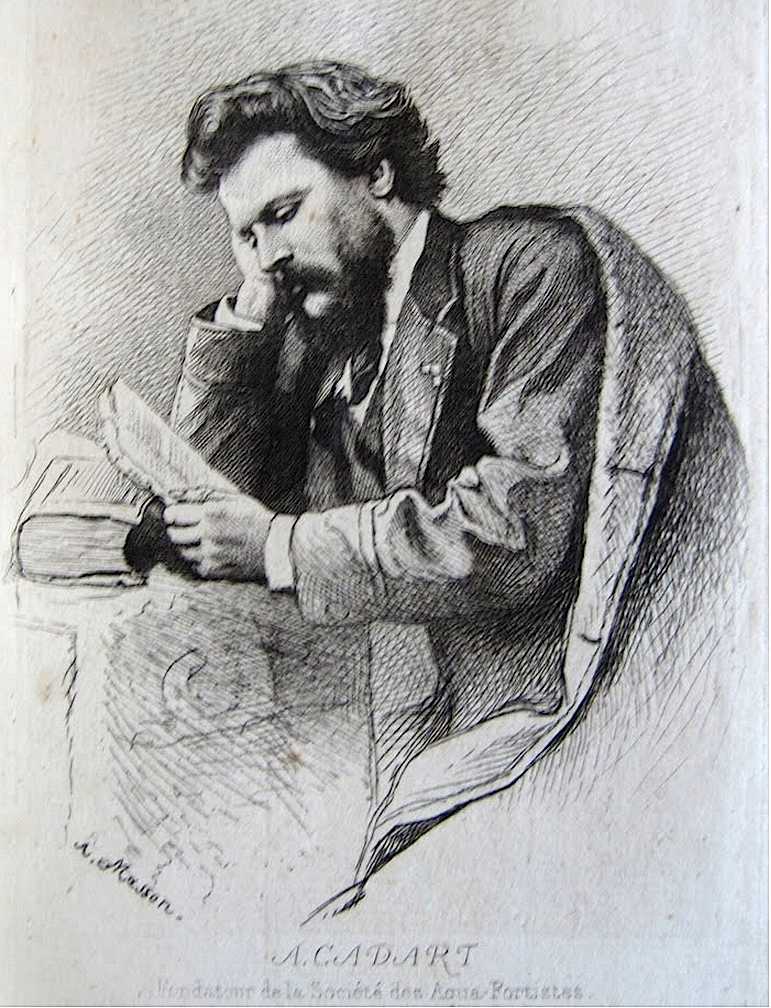
Alfred Cadart (vers 1865), eau-forte d'Alphonse-Charles Masson.

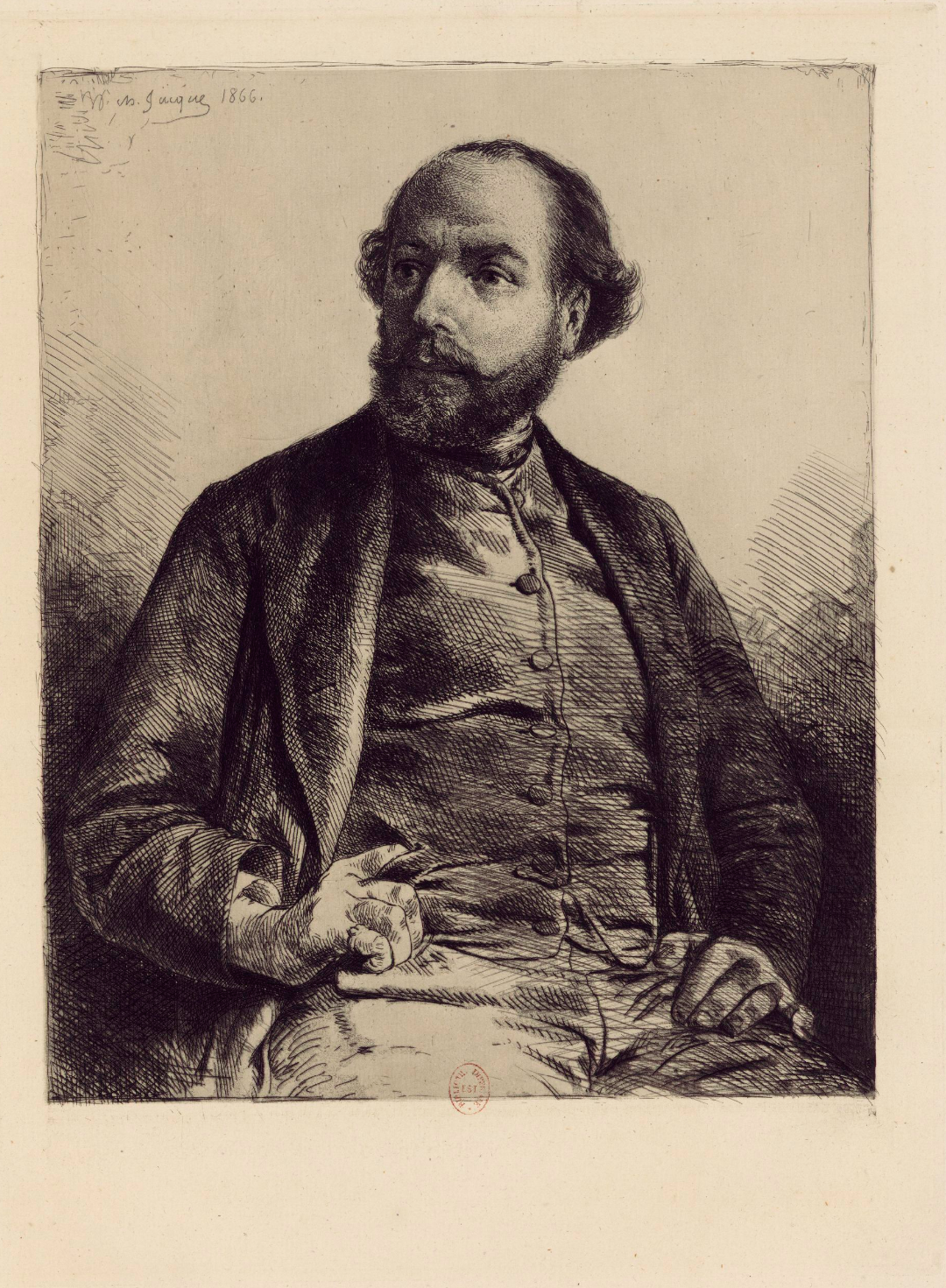
Jules Luquet (1866), eau-forte de Charles-Émile Jacque.

Pratiquant l'édition d'estampes depuis les années 1850, Alfred Cadart s'associe en 1862 à un certain Félix Chevalier, photographe pour le Salon de Paris, pour lancer la Société des aquafortistes au 60 rue de Richelieu à Paris : son ambition est de redonner sa place à l'eau-forte de peintres, éclipsée depuis la fin du XVIIIe siècle par le burin et la lithographie. Cadart est un défenseur du procédé de l'eau forte et du réalisme, illustré par l'œuvre de Gustave Courbet. Après le départ de Chevalier, Cadart s'associera en octobre 1863 à Jules Luquet (1824-?), propriétaire de l'hôtel de la Grande-Bretagne et peintre amateur.
Pour faire connaître son entreprise il édite, chaque mois, à partir de septembre 1862, un cahier contenant cinq eaux-fortes « modernes, originales et inédites » exécutées et signées — dans le cuivre —, par les membres de cette société de graveurs. Le premier portfolio comprend des œuvres de Félix Bracquemond, Charles-François Daubigny, Alphonse Legros, Édouard Manet (la gravure intitulée Los Gitanos) et Théodule Ribot. Le contrat entre la Société et l'artiste prévoit la livraison pour chacun de cinq planches. 
La Société des aquafortistes n'édite pas seulement ces cahiers : son catalogue général daté 1863, permet d'identifier les premiers graveurs sociétaires. Outre les cinq précédemment cités, on trouve dans l'ordre Jongkind (suite des Vues de Hollande), François Chifflard (le beau-frère de Cadart), Ferdinand Chaigneau, Chauvel, François Bonvin, Jules Chaplain, Millet, Jacquemart, Lepic, Alphonse-Charles Masson (1814-1898), Olivier de Wismes, Émile Vernier, D'Henriet [?], Armand Queyroy, Joseph Soumy et Léon Gaucherel. On n'y trouve pas seulement des gravures originales, puisque Vernier et Gaucherel s'inspirent de motifs existants, respectivement, de Courbet et Jean Barbault. Quant à Henri Valentin (1820-1855), il s'agit ici d'un retirage de ses cuivres. La Société éditera également les premiers cuivres d'Eugène Boudin.
Les presses sollicitées pour les tirages sont celles d'Auguste Delâtre. Le prix unitaire à la vente est de 2 francs en moyenne. Manet, qui est au catalogue, est mentionné comme l'auteur de huit gravures, vendues pour la somme de 12 francs. 
En septembre 1863, un premier recueil reprenant les 60 eaux-fortes originales éditées depuis douze mois tout au long de l'année, fruit du travail d'artistes tous membres de cette association, est proposé à la vente, précédé d'un texte signé Théophile Gautier. Ce principe fut poursuivi jusqu'en 1867, soit cinq volumes totalisant 329 eaux-fortes exécutées par 133 artistes. Entre-temps, l'associé de Cadart, Luquet jette l'éponge fin 1867 et est remplacé par un certain Léandre Luce ; le siège de la maison d'édition était passée au 79 rue de Richelieu, dans une boutique nommée « Aux Arts modernes » : il s'agit d'un grand local, au croisement avec la rue Ménars, qui comprend une galerie d'exposition (peintures, gravures, sculptures), une librairie d'art et du matériel pour dessiner, peindre et graver.
Selon l'historienne d'art Janine Bailly-Herzberg, le principal animateur de cette société est Félix Bracquemond. 
En 1868, Cadart se lance dans une autre entreprise éditoriale fondée sur les mêmes principes, L’Illustration nouvelle, suivie par L'Eau forte en..., que continuera sa veuve.

## Postérité
La Société des aquafortistes a relancé l'intérêt des publics pour l'eau-forte et à participer à sa renaissance.
Déclarée en faillite à la fin de l'année 1867, cette entreprise eut un impact à l'étranger, puisqu'à Bruxelles, Félicien Rops, ancien sociétaire de l'entreprise de Cadart, fonde en décembre 1869 la Société internationale des Aquafortistes. À Londres, le francophile Philip Gilbert Hamerton fonde The Portfolio en 1870, qui proposera des centaines d'eaux-fortes.
En France, le critique d'art Philippe Burty publie à la fin de l'année 1868 Sonnets et eaux-fortes chez Alphonse Lemerre, sollicitant un grand nombre de graveurs publiés par Cadart.
En mars 1873, Richard Lesclide et Frédéric Régamey lance la revue Paris à l'eau-forte.
En 1880, naît à Londres la Society of Painter-Etchers.
En mai 1885, Auguste Laguillermie fonde la Société artistique des aquafortistes français, connue sous le nom de « Société des aquafortistes français », qui accueille non seulement des graveurs originaux mais aussi de reproduction. Elle publie L'Album du Salon avec la participation de Léopold Flameng. Elle semble disparaître en 1912. Parmi ses présidents successifs, on trouve Henri Émile Lefort, Théophile-Narcisse Chauvel, ou Victor-Louis Focillon.
En 1889, Félix Bracquemond fonde la Société des peintres-graveurs français, toujours active, laquelle accueille également des artistes étrangers, organisant de nombreuses expositions.
En janvier 1897, est fondée à Paris la Société des amis de l'eau-forte, qui édita de nombreuses planches durant près de trente ans.